# دانشگاه ایالتی مالنگ
دانشگاه ایالتی مالنگ (به لاتین: State University of Malang) یک دانشگاه در اندونزی است که در مالنگ واقع شده‌است.